# Pedro de la Cuadra

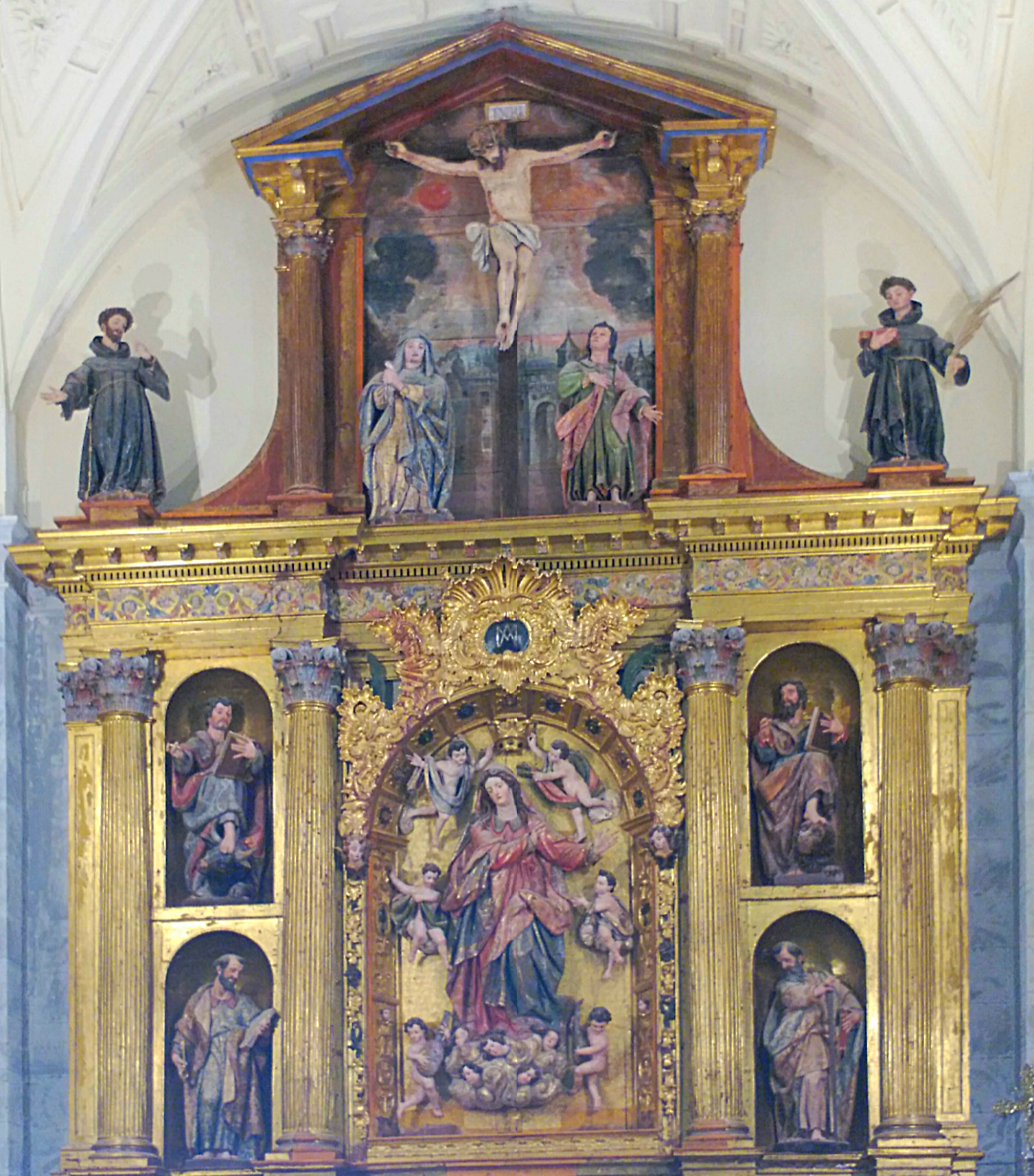
Retablo de Velilla, ca. 1613

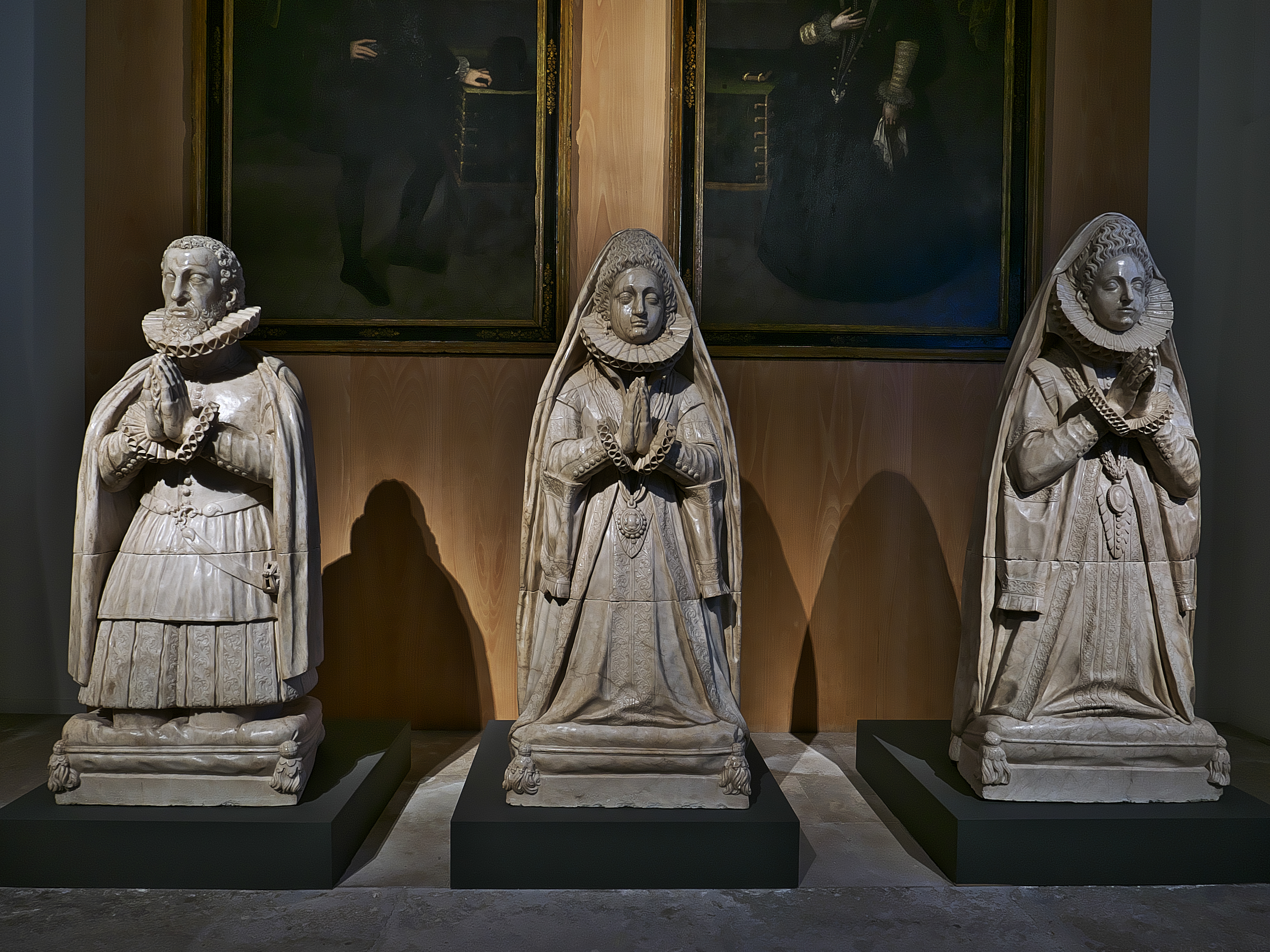
Esculturas orantes en alabastro de Simón Ruiz, Mariana de Paz y María de Montalvo, 1598-1600. Encargadas a Pedro de la Cuadra y Francisco del Rincón, para el hospital fundado por el comitente en Medina del Campo, posiblemente su cobro estaría entre las razones de la enemistad entre ambos escultores. Sus características formales han permitido identificar en las dos primeras la mano de Pedro de la Cuadra y en la tercera la de Francisco del Rincón.

Pedro de la Cuadra (lugar y fecha de nacimiento desconocidos - Valladolid, 1629) fue un escultor español, de la escuela castellana en la transición entre el la escultura del Renacimiento y la la del Barroco.

## Estilo
Su estilo se califica de manierismo romanista, muy tosco y repetitivo, siendo característica en sus figuras los ojos saltones y la nariz "griega"; mientras que en obras más tardías imita a Gregorio Fernández (incluso se le atribuye la figura del Nazareno en un paso procesional en que las demás figuras son de Fernández). Se considera que entre sus mejores obras, posiblemente realizadas personalmente por él, a diferencia de muchas otras, están unas imágenes de santas en Cigales y el retablo de Velilla (ambas, poblaciones de la actual provincia de Valladolid). Se ha comparado la figura de la Asunción de Velilla a la que por las mismas fechas (1613) estaba tallando Gregorio Fernández para la catedral de Miranda de Duero. En cuanto a las esculturas orantes de Antonio Cabeza de Vaca y su esposa en el convento de Santa Catalina de Siena (Valladolid), se ha señalado la imitación del estilo Pompeo Leoni.
Es significativo que Antonio Ponz prefiriera, al menos por su arquitectura clasicista, un retablo de Pedro de Cuadra (realizado entre 1603 y 1618, que a mediados del siglo XVIII se había trasladado a la iglesia de los agustinos recoletos de Valladolid) a su sustituto, realizado por Fernando González de Lara y que sigue estando en la iglesia del Salvador de la misma ciudad, al que Ponz califica de "insigne mamarracho".

## Relaciones personales y profesionales
La documentación le sitúa en la calle de los Manteros de la parroquia de San Andrés de Valladolid desde al menos 1589, y lo sigue situando en allí en 1601 como comprador de varios inmuebles. Perteneció a la Cofradía de la Salud.
Posiblemente se habría formado en el taller de Adrián Álvarez, con el que tenía la suficiente confianza como para que su viuda le encargara terminar algunas obras de éste (1599). También mantuvo amistad con pintores locales (Tomás de Prado, Pedro Díaz Minaya, Diego Valentín Díaz) en cuyo entorno familiar emparentó por matrimonio en 1592. En cambio tuvo enemistad manifiesta con muchos escultores, que le acusaron de todo tipo de "malas mañas" (así lo hizo Francisco de Rincón, con el que había colaborado); aunque también amistad con otros, como Juan de Rozadilla o Alonso de Mondravilla. Tampoco fueron buenas las relaciones con algunos de sus clientes, que le demandaron por defectos de ejecución y solicitar más dinero del contratado, quizá por su estrategia de ofertar bajos precios y subarrendar a otros escultores (como Pedro de Torres) las muchas obras que conseguía contratar, teniendo fama de poca calidad en ellas. También intervino en obras de edificación en colaboración con el maestro de cantería Bartolomé de la Calzada.

## Galería de imágenes

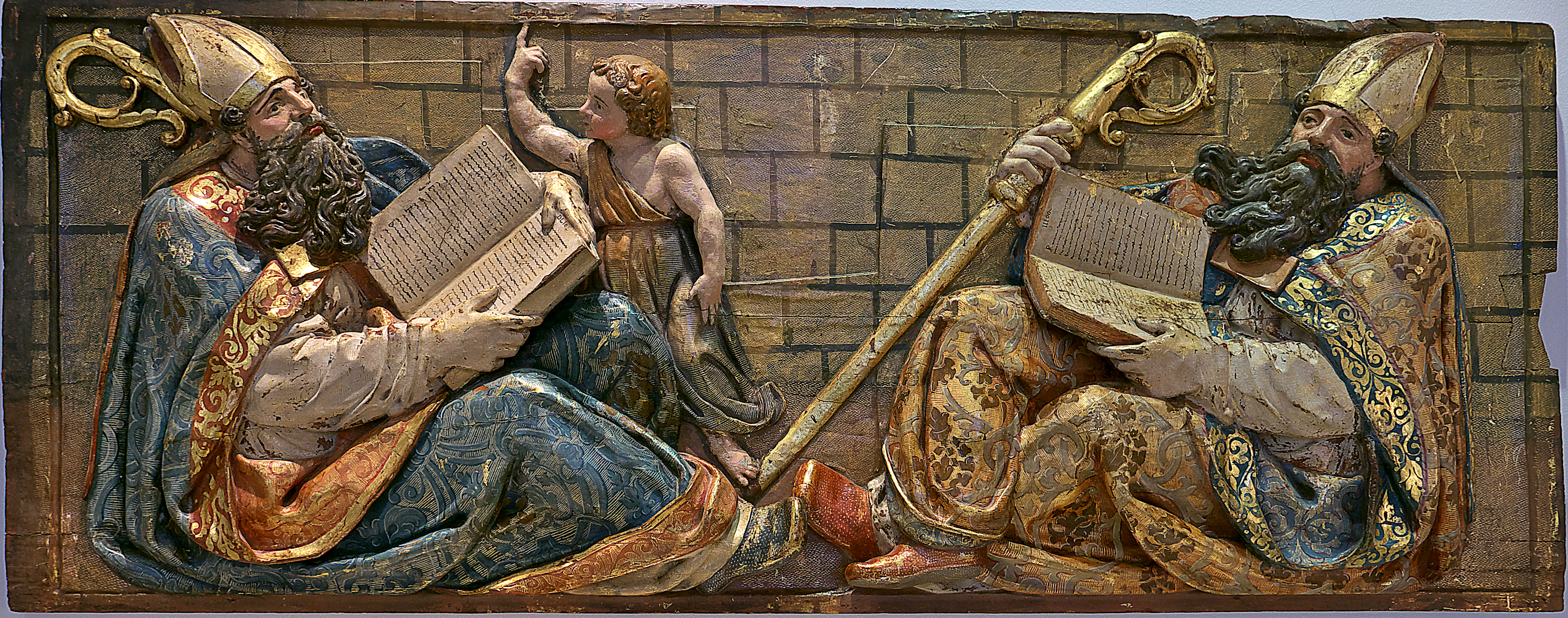
San Agustín y San Gregorio, detalle del retablo mayor de la iglesia del Hospital de la Piedad y San Antonio Abad (Medina del Campo), ca. 1598-1600.
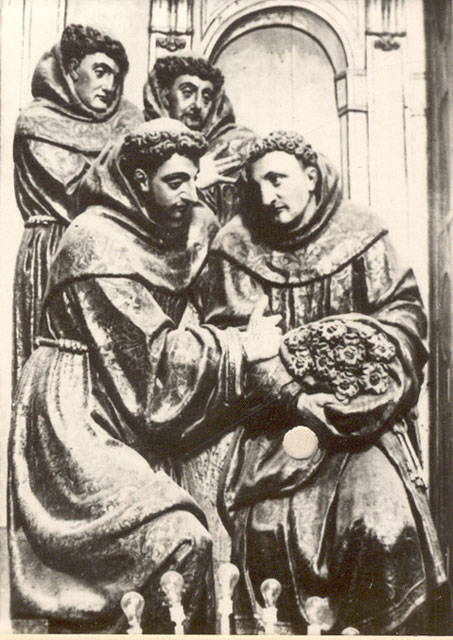
Detalle del retablo del Hospital de Simón Ruiz (Medina del Campo), que esculpió junto con Francisco del Rincón, 1597-1601.
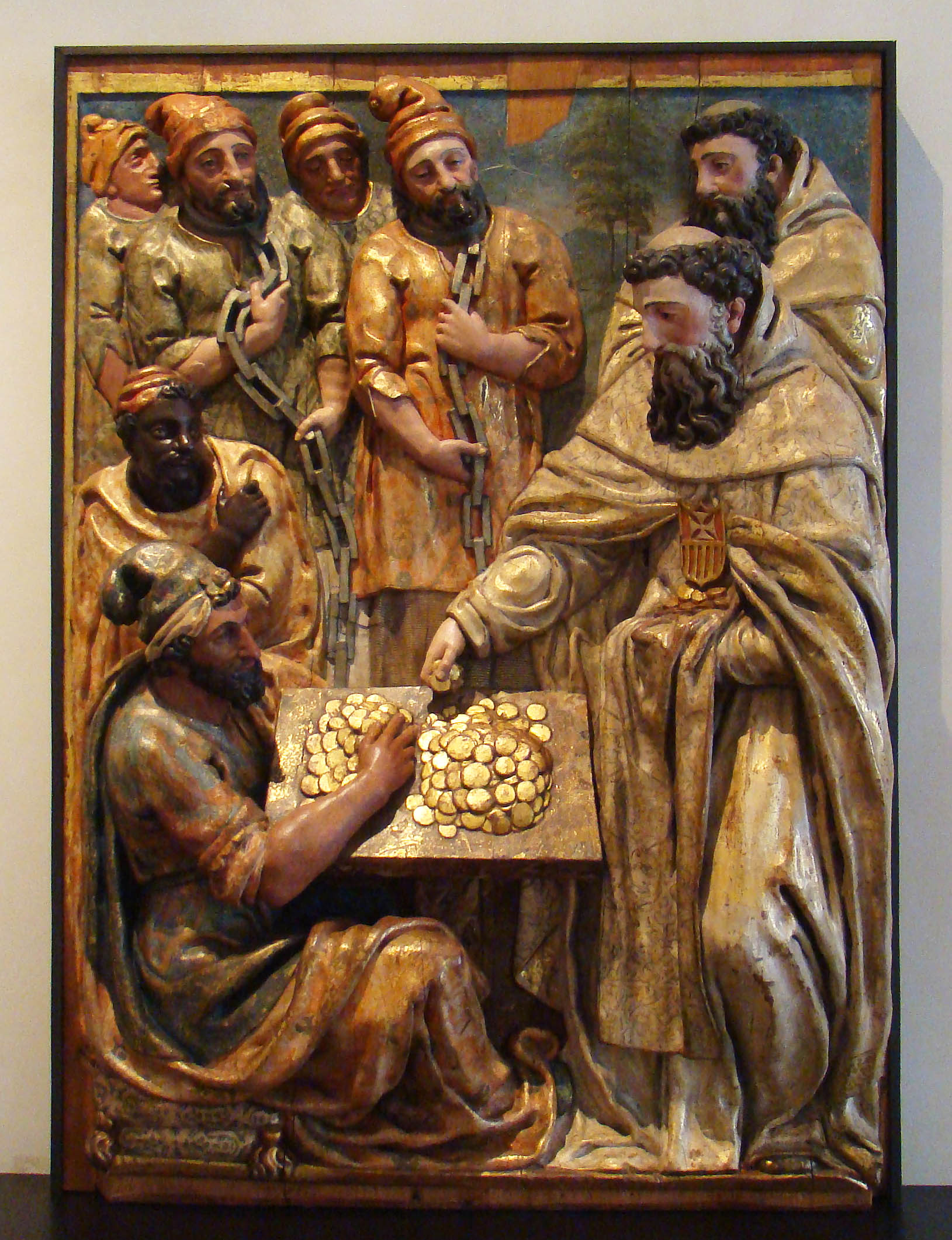
San Pedro Nolasco redimiento cautivos, detalle del retablo mayor del convento de la Merced Calzada de Valladolid (ya trazado por Isaac de Juni, al que tiene que sustituir a su muerte en 1597).
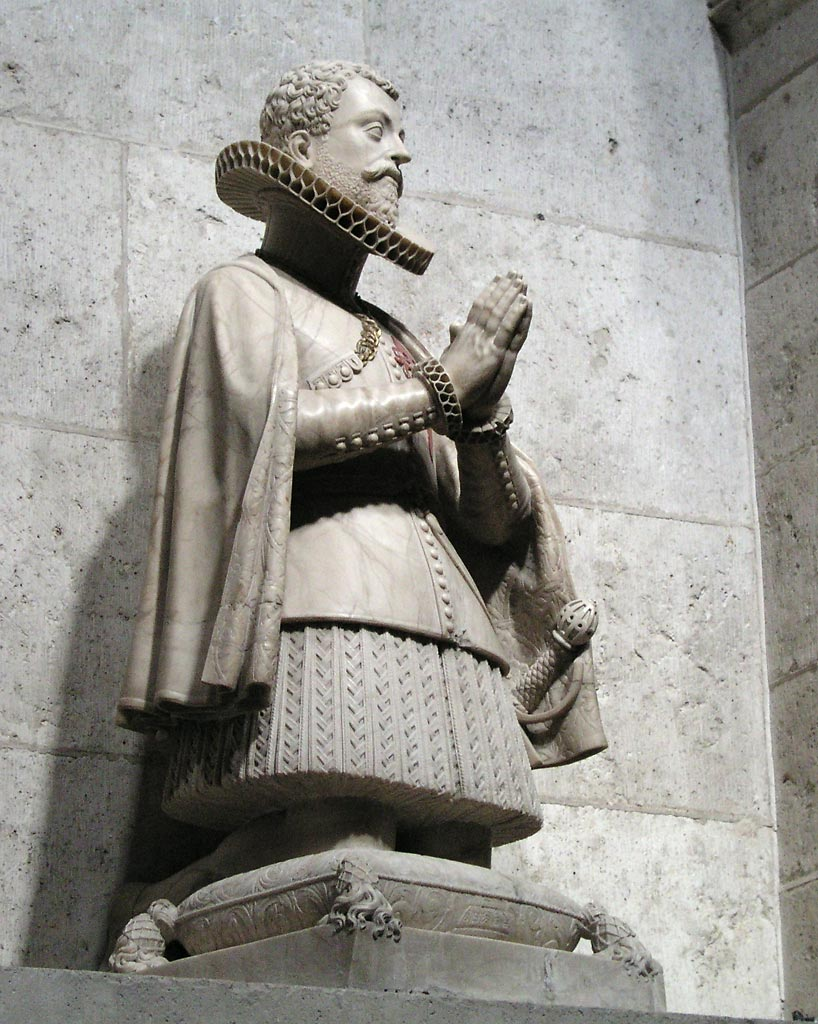
Escultura orante de Antonio de Cabeza de Vaca en el convento de Santa Catalina de Siena (Valladolid), ca. 1600.
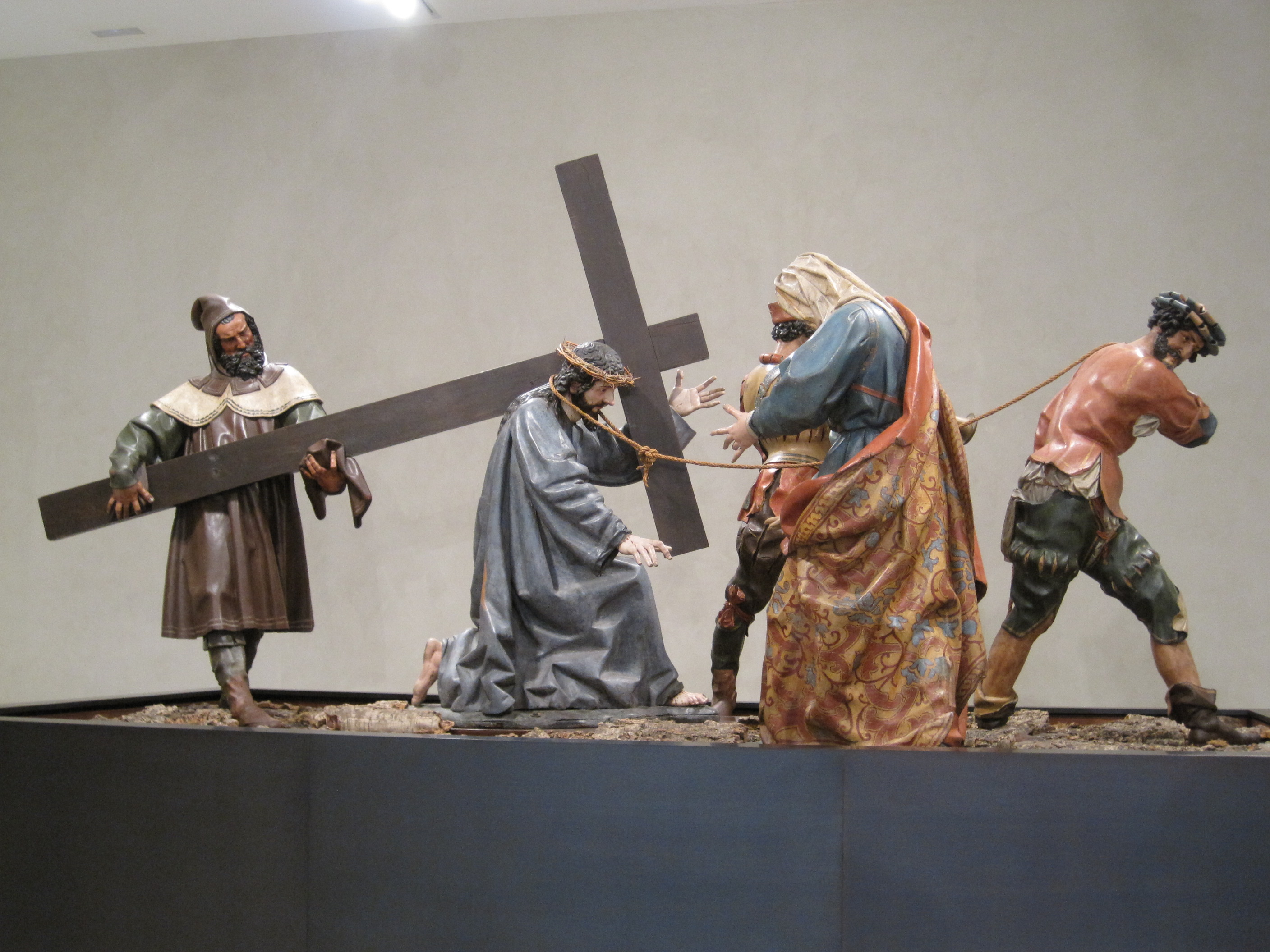
Camino del Calvario, paso procesional con figuras de Gregorio Fernández (ca. 1614-1615), excepto la del Nazareno, que se atribuye a Pedro de la Cuadra (ca. 1610, con modificaciones posteriores).

## Homonimia
No debe confundirse con Pedro de la Cuadra y Baeza (1792-1878), político y jurista chileno que colaboró en la independencia de Chile.